# آداب التعامل مع ذوي الإعاقة
آداب التعامل مع ذوي الإعاقة هو مصطلح يصف الإرشادات العامة التي تتناول بالتحديد كيفية التعامل مع الأشخاص ذوي الإعاقة.
ليس هناك إجماع في الآراء على توقيت استخدام هذه العبارة لأول مرة، على الرغم من أنه نشأ على الأرجح من حركة الدفاع عن حقوق ذوي الإعاقة التي بدأت في أوائل السبعينيات من القرن العشرين .وربما يكون المفهوم قد بدأ كلعبة ساخرة على أوراق القواعد الحالية، المكتوبة لغير المعوقين، والتي كان يتم اعتبارها أوراقًا مفضلة من قبل نشطاء الحقوق المدنية.

## الإرشادات العامة
تبدو معظم الإرشادات العامة لآداب التعامل مع ذوي الإعاقة مستندة على أمر بسيط: «لا تفترض...» فهي مكتوبة لمعالجة أوجه القصور الحقيقية والملموسة في كيفية تعامل المجتمع ككل مع ذوي الإعاقة.
ويمكن تقسيم هذه الإرشادات إلى عدة فئات واسعة.
«لا تفترض أن...»:
- «... الشخص الذي يعاني من إعاقة يريد أو يحتاج إلى مساعدة.»
- «... رفض المعونة يعد إهانة شخصية.»
- «... عند قبول مساعدتكم، عليك أن تعرف دون أن يخبرك أحد بالخدمة التي ينبغي تأديتها.»
- «... الشخص الذي يبدو أن لديه نوعًا واحدًا من الإعاقة لديه أنواع أخرى غيرها.»
- «... الشخص ذو الإعاقة غير راض عن جودة حياته ويالتالي يسعى لكسب الشفقة.»
- «... الشخص ذو الإعاقة يسهل إهانته.»
- «... الشخص الذي لا تبدو عليه إعاقة أو الذي يستخدم أجهزة مساعدة بشكل متقطع بدلاً من الوقت كله، يتظاهر بإعاقته أو يتخيل ذلك.» (راجع الإعاقة غير المرئية)
- «... الرفقاء المصاحبون للشخص ذي الإعاقة موجودون على الفور لتقديم خدماتهم.»
- «... الشخص ذو الإعاقة سيتقبل الأسئلة الشخصية وخاصة في الإطار العام.»
- «... عندما يكون الشخص ذو الإعاقة في مكان عام، فهناك مقدم رعاية يرافقه بدلاً من السفر وحده.»

تشمل كل فئة «قواعد» محددة. على سبيل المثال، تشمل آخر قاعدتين من القواعد إرشادات مثل:
- «طرح أسئلة على الشخص ذي الإعاقة، وليس من يرافقه.»
- «إعطاء فاتورة البقالة أو أي فواتير أخرى للشخص الذي يدفع الفاتورة.»
- «لا تسأل الشخص ذا الإعاقة أسئلة عن إعاقته إلا إذا كنت تعرفه.»

أدت كتابة الناس عن إعاقات محددة إلى وضع إرشادات فريدة خاصة بهم. فمثلاً، قد يشمل مستخدمي الكراسي المتحركة قاعدة، «لا تنزع مقابض الكرسي المتحرك للشخص دون إذنه.» وغالبًا ما يسجل ضعاف البصر طلبًا هو «تعرف على نفسك عند دخولك الغرفة.»

## اللغة
مثل كثير من الأقليات الأخرى، لا يوافق ذوو الإعاقة على ما يُشكل لغة الصواب السياسي. ومع ذلك، راجع قائمة بالمصطلحات المتعلقة بالإعاقة التي لها دلالات سلبية ولغة أوائل الناس.

## خاتمة
توجد «أداب التعامل مع ذوي الإعاقة» للفت الانتباه إلى الافتراضات والتصورات الخاطئة الشائعة من خلال توفير الإرشادات العامة التي تتعارض معها. ومع ذلك، هناك ما هو أكثر من ذلك وهو أن هذه الإرشادات تتطور كي تمثل آداب السلوك الاجتماعي التقريبية بين غير المعاقين، على أمل أن تتم معاملة ذوي الإعاقة بـ «احترام عام».

## وصلات خارجية
- Disability etiquette: appropriate language and behavior
- Etiquette: Wheelchair users
- MTV's "Hitting Stereotypes at Full Speed"
- United Spinal Association A membership organization dedicated to improving the quality of life of individuals with spinal cord injuries and related disorders. Publishes Disability Etiquette Guide and conducts Disability Etiquette training sessions.